# Wilkowice, West Pomeranian Voivodeship

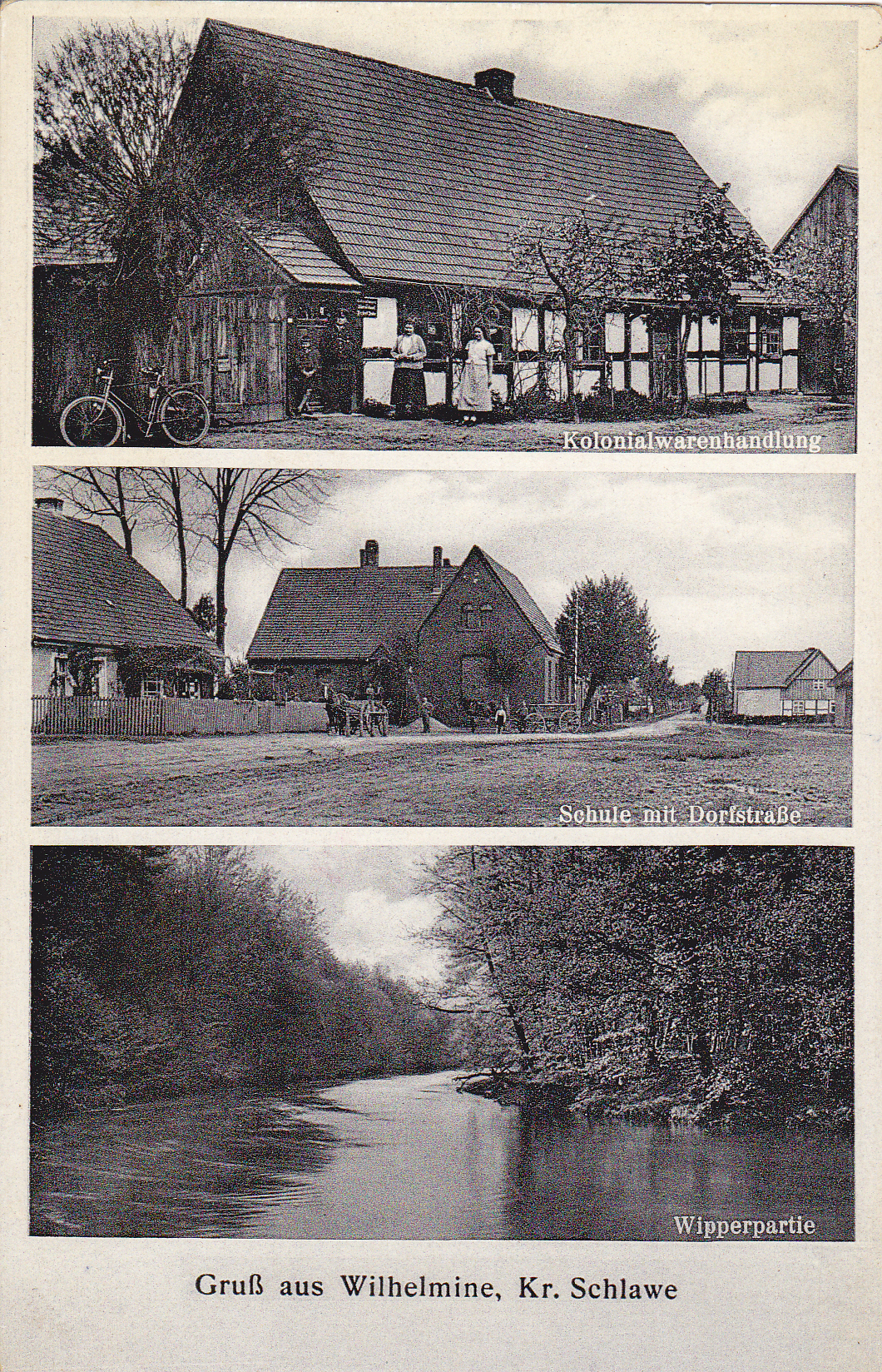
Wilkowice (tiếng Đức: Wilhelmine). Bưu thiếp từ đầu thế kỷ 20. Bưu thiếp cho thấy: cửa hàng tạp hóa, trường học và đường làng; sông Wieprza. Nhà xuất bản: Willy Schröder, Bức ảnh, Stolp i Pom.

Wilkowice [vilkɔˈvit͡sɛ] là một ngôi làng thuộc khu hành chính của Gmina Postomino, thuộc hạt Sławno, West Pomeranian Voivodeship, ở phía tây bắc Ba Lan. Nó nằm khoảng 6 kilômét (4 mi) phía nam Postomino, 9 km (6 mi) phía bắc Sławno và 180 km (112 mi) về phía đông bắc của thủ đô khu vực Szczecin.
Trước năm 1945, khu vực này là một phần của Đức. Đối với lịch sử của khu vực, xem Lịch sử của Pomerania.
Làng có dân số 211 người.